# Зоосад (роман)
«Зоосад» (фр. Le Jardin des Plantes, дослівно «сад рослин») — роман французького письменника Клода Сімона, лауреата Нобелівської премії з літератури за 1985 рік. Роман вийшов у паризькому видавництві «Мінюї» (фр. Les Éditions de Minuit) 1997 року.

## З передмови українського видання
|  | «Зоосад» — це колекція, гербарій, зібрання рідкісних експонатів та істот, це численні сюжетні лінії: дитинство, інтернат у Парижі, війна в Іспанії, контрабандисти й будинки розпусти, паризьке щоденне життя, розлоге інтерв'ю з журналістом, відвідання СРСР, це реальні особи (…), це також ціла низка літературних ремінісценцій з Флобера, Пруста, Стендаля, Фолкнера, а також картини подорожей (...) «Зоосад» — це метафора пам'яті, метафора людського прагнення до впорядкування, яке завжди виявляється ілюзорним. Роман Осадчук, Ландшафти пам'яти на перехрестях слів. |

## Французьке видання
- Claude Simon, Le Jardin des Plantes, éditions de Minuit, 1997 (ISBN 2702809278).

## Український переклад
Роман «Зоосад» переклав українською мовою Роман Осадчук і він вийшов у видавництві «Юніверс» 2002 року.
Див.: Клод Сімон Вибрані твори. — К.: Юніверс, 2002.